# Taktik (Militär)
Die Taktik ist beim Militär die Theorie und Praxis der Führung und Einsatzes militärischer Formationen der Ebene Gefechts-Verband und seiner unterstellten Einheiten im Gefecht. Taktik ist das Zusammenwirken unterstellter Kräfte als Truppenteile verschiedener Waffengattungen.
Die Taktik ist unterhalb von Operationen und der Strategie ein Bestandteil der Kriegsführung. 
Die Taktik einer Teilstreitkraft fasst deren spezifische (taktische) Einsatzmethoden ihrer jeweiligen Waffengattungen, Gattungen, Spezialtruppen und Dienste zusammen.
Die Theorie der Taktik gehört zur Wissenschaftsdisziplin Militärwissenschaft.

## Begriffsgeschichte

### Vorgeschichte im Kriegswesen
Die Taktik entstand in der Zeit des Übergangs von der Gentilordnung zur Klassengesellschaft in einem langen historischen Prozess und entwickelte sich im Zusammenhang mit der allmählichen Herausbildung von Staaten und des Militärs. Sie ist verbunden mit der Politik der Völker, Staaten, Klassen, Nationen und Bündniskoalitionen, aber auch den Streitkräften, und den von ihnen geführten Kriegen und dem militärtheoretischen Denken.
Die Entwicklung der Taktik führte vom einfachen, meist frontalen Zusammenstoß der militärischen Formationen zu immer komplizierteren Schlachtordnungen, die Waffenwirkung und das Zusammenwirken der Kräfte und Mittel berücksichtigten. Die allgemeine Kriegsgeschichtsschreibung und die wissenschaftliche Geschichte der Kriegskunst zeichnen die Entwicklungsetappen der Taktik mit ihrer jeweiligen Methodik umfassend nach.
→ Weiteres siehe Hauptartikel: Kriegskunst

### Taktikbegriff in Europa
Bereits vor dem 18. Jahrhundert wurde der Begriff Taktik (entlehnt aus französisch tactique, dieses von altgriechisch τακτικά bzw. von griechisch taktikḗ (technē), eigentlich ´Lehre von der Anordnung`, zu gr. taktikós ´die Aufstellung (eines Heeres) betreffend`, zu gr. táttein, tás-sein ´anordnen, aufstellen`) zunächst beschränkt auf den militärischen Bereich angewendet. Erst später fand der Taktikbegriff breite sprachliche Verallgemeinerung in allen Lebensbereichen.
Der Begriff Taktik tauchte in europäischen militärischen Schriften erstmals im 16./17. Jahrhundert auf. Er bezog sich auf die Tätigkeit des Feldherrn und die Handlungen der militärischen Formationen im Krieg.
Bei Clausewitz kann diese „Theorie des Kriegführens oder Theorie vom Gebrauch der Streitkräfte, also das Gefecht abhandeln als den eigentlichen Kampf, die Märsche, Lager und Quartiere … auf der Ebene von taktischen militärischen Formationen. … Diese Kriegskunst im engeren Sinne zerfällt nun wieder selbst in Taktik und Strategie.“
Der (Militär-)Strategie waren und sind sowohl die allgemeinen Probleme des bewaffneten Kampfes als auch die konkreten Formen und Arten seiner Durchführung im Krieg bis zur Truppenführung im Verlauf der Schlacht zugewiesen. Sie wurde stets als der bestimmende und richtungsweisende Teil angesehen. Zur Taktik gehörten im Allgemeinen alle Fragen der Vorbereitung und Durchführung des Gefechts in der Schlacht.

### Abgrenzungen in der Kriegskunst
Seit Ende des 19. Jahrhunderts bildete sich in Zusammenhang mit den Massenheeren im Militär die Operation heraus, die sich als Zwischenglied mit eigenen Zielen und Aufgaben zwischen die Strategie und Taktik schob. In der militärischen Fachliteratur wurde zunächst die Bezeichnung „Große Taktik“ oder „Taktik des Kriegsschauplatzes“ verwendet, ehe der Begriff insbesondere in der Militärwissenschaft der 1920er/1930er Jahre etabliert war.
Die Operative Kunst wird als die Theorie und Praxis der Vorbereitung, Führung und Durchführung operativer (Kampf-)Handlungen (Operationen) von Teilstreitkräften und Großverbänden bezeichnet, die auf einem Kriegsschauplatz (Seekriegsschauplatz) entweder selbstständig oder im Zusammenwirken handeln. Sie dient der Verwirklichung strategischer Ziele und befasst sich mit der Konzipierung und Koordinierung von (taktischen) Gefechten im Interesse der Operation.
Die (Militär-)Strategie ist der (Militär-)Politik des betreffenden Staates (der Koalition) direkt nachgeordnet und befasst sich mit der unmittelbaren Umsetzung der politischen Ziele in militärische Handlungen, ohne und mit bewaffnetem Kampf. Sie wird von der Führung des Staates entworfen und verwirklicht.

## Wesensmerkmale der Taktik

### Hauptaufgaben der Taktik
Die Theorie der Taktik erforscht Regeln und Zusammenhänge (Gesetzmäßigkeiten), den Charakter und Inhalt des Gefechts. Sie arbeitet die Methoden und Formen der Vorbereitung und Durchführung des Gefechts heraus.
Die Praxis der Taktik umfasst die Tätigkeit der Truppenführer (Kommandeure), Stäbe und Truppen (Kräfte) zur Vorbereitung und Durchführung des Gefechts.
Zur Taktik gehören:
- die ständige Präzisierung der Angaben über die Lage;
- die Entschlussfassung und Aufgabenstellung (Erteilung des Auftrags) an die Unterstellten;
- die Planung des Gefechts und Vorbereitung der Truppen (Kräfte);
- die Durchführung der Gefechtshandlungen und Führung der Formationen (Einheiten, Truppenteile, Verbände);
- die Sicherstellung der Gefechtshandlungen.

### Grundelement der Taktik – das Gefecht
Das Gefecht ist Grundelement (Hauptelement) jeder militärischen Taktik. Für die Theorie der Taktik ist es das Objekt und der Untersuchungsgegenstand.
Das Gefecht bezeichnet die nach Ziel, Ort und Zeit koordinierten (Kampf-)Handlungen von taktischen Formationen eines militärischen Verbands mit dem Ziel, gegnerische Kräfte und Mittel zu zerschlagen (außer Gefecht zu setzen, zu vernichten) sowie Räume (Abschnitte) von taktischer Bedeutung zu besetzen oder zu halten.
Zu den Arten des Gefechts zählen: das allgemeine Gefecht, das Luftgefecht, das Seegefecht und das gemeinsame Gefecht (von Formationen mehrerer Teilstreitkräfte).

### Merkmale des allgemeinen Gefechts
Das allgemeine Gefecht wird von taktischen Formationen der Landstreitkräfte (des Heeres) geführt. An ihm nehmen alle Waffengattungen, Spezialtruppen und Dienste dieser Teilstreitkraft teil – in der Regel im Zusammenwirken mit anderen Teilstreitkräften.
Im allgemeinen Gefecht werden unterschiedliche Gefechtsarten angewendet, darunter: Verteidigung, Angriff, Verzögerung, Rückzug, Begegnungsgefecht, Verfolgung, Abwehr des Gegenangriffs, Einkreisung, Ausbruch, Hinhaltender Kampf.

(Angriffs-)Taktik mit Torpedos
Im Angriffsgefecht: Überschlagender Einsatz
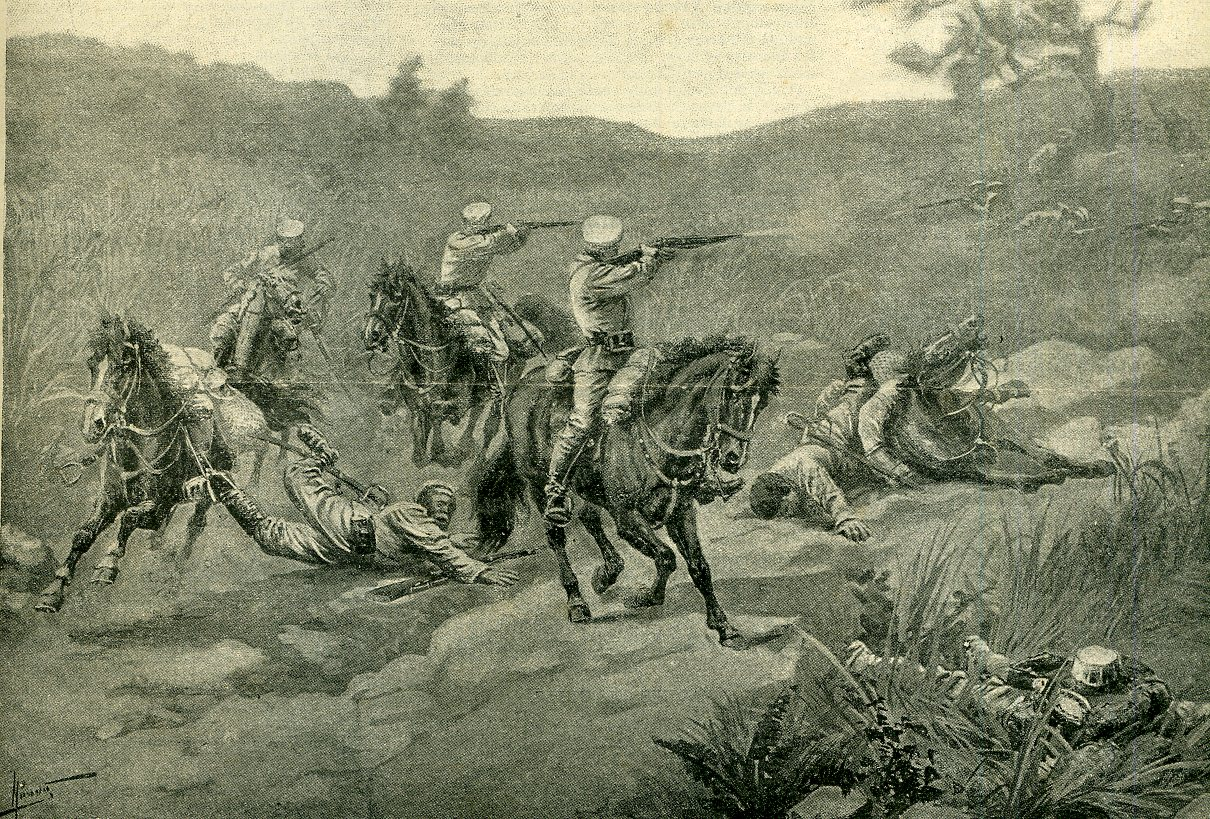
Hinterhalt im Russisch-Japanischen Krieg 1904 In: Le Patriote Illustré
Verzögerungsgefecht (Schema)

Merkmale des allgemeinen Gefechts sind:
- sein allgemeiner Truppencharakter, d. h. der gleichzeitige Einsatz der verschiedensten Waffen und technischen Mittel zur Aufgabenerfüllung;
- die Massierung des Feuers, d. h. die koordinierte Einwirkung mit den verschiedensten Bekämpfungsmitteln auf den Gegner;
- Zielstrebigkeit und Entschlossenheit in jedem Gefecht;
- Manöver mit den Kräften und Mitteln sowie mit dem Feuer.[8]

Aus dem Entwicklungsstand und dem Masseneinsatz moderner Bekämpfungsmittel erklärt sich das große räumliche Ausmaß und der dynamische Verlauf des allgemeinen Gefechts sowie der enorme Bedarf an materiellen Gütern aller Art im Gefecht.

### Merkmale der Taktikausbildung
Die Taktikausbildung kann als ein Zweig der Gefechtsausbildung bezeichnet werden. Sie dient der Vorbereitung der Kämpfer und der taktischen Einheiten (abgestuft) auf das Gefecht sowie der Truppenführer aller taktischen Führungsebenen auf die Führung der Truppen im Gefecht.
Die Taktikausbildung schöpft aus der gesamten Definitionsbreite des Begriffs Taktik als der „koordinierten Anwendung von militärischen Mitteln zur Erreichung eines gegebenen/gewollten Ziels unter Bewertung, Einbeziehung und zieldienlicher Verwendung von vorgefundener Lage, vorhandenen Kräften, räumlichen und zeitlichen Gegebenheiten“. Vorgefertigte und geübte taktische Muster und Aufstellungen werden als Elementartaktik bezeichnet und geübt.
Dieser zugeordnet ist der Gefechtsdienst auf Einheits- und Teileinheitsebene, übergeordnet die Operationsführung auf der Führungsebene von Großverbänden.
Die Übungen auf dem Gebiet der angewandten Taktik nennt man im kleineren Maßstab Felddienstübungen oder Taktische Übungen, im größeren Maßstab Truppenübungen oder Manöver.

### Taktikausbildung der Truppenführer
Die Taktikausbildung der Truppenführer und Stäbe umfasst:
- das Studium der Theorie der Taktik;
- die Anwendung der Erkenntnisse unter den konkreten Lagebedingungen;
- das Studium der Methoden des Einsatzes von technischen Bekämpfungsmitteln im Gefecht;
- das Studium der Taktik des Gegners;
- das Studium des Geländes und dessen Einfluss auf Feuer, Stoß und Bewegung der Truppen (taktische Eigenschaften des Geländes);
- die Ausbildung in der Führung der Truppen (Kräfte) unter beliebigen Lagebedingungen.[8]

## Anwendungsvarianten der Begriffe

### Begriff Feuerkampf
Die Taktik bildet zusammen mit der Operation und der Strategie die Ebenen der Kriegsführung. Sie definieren den Entscheidungsrahmen für den Einsatz bestimmter Mittel in Zeit und Raum in Bezug auf ein Ziel. In diesen Zusammenhang tritt das Planungsdiktum Information über die Verfügbarkeit eigener und fremder Mittel und Absichten und dient dazu eine Überlegenheit eigener Kräfte in einem Raum zu schaffen.
Unterhalb der Taktik führen Teileinheiten koordiniert durch die übergeordnete Einheit das Gefecht als Feuerkampf.
Frederick W. Lanchester hat das nach ihm benannte Gesetz von Lanchester aufgestellt, mit dem unter bestimmten Voraussetzungen der Ausgang eines Gefechts berechnet werden kann.

### Begriff Gefecht versus Operation
Die heute übliche Definition von Taktik, etwa in der Bundeswehr, ist die Lehre von der Führung der Truppen auf Verbandsebene beim Zusammenwirken im Gefecht der verbundenen Waffen und Kräfte sowie der Anwendung dieser Lehre, und erfasst alle Führungsgrundgebiete und gilt auf allen Führungsebenen. Im Rahmen der Gefechtsführung soll hierbei ein optimales Zusammenspiel der eigenen Kräfte im Verhältnis zu den Handlungen der gegnerischen Kräfte in Zeit, Verfügbarkeit der Kräfte und Raum erreicht werden.
Der Begriff Operation (auch Operationsführung) hingegen wird bei der Führung von Großverbänden benutzt. In modernen westlichen Armeen gilt die Brigade als der kleinste militärische Großverband; als solcher ist eine Brigade in der Lage selbstständig, um auf sich gestellt operative Aufgaben erfüllen zu können. Zur Veranschaulichung kann man sich bewusst machen, dass eine Heeresgruppe der Wehrmacht im Zweiten Weltkrieg auf operativer Ebene funktionierte.

### Verhältnis von Strategie und Taktik
Der Begriff Strategie ist der Oberbegriff und bezeichnet den zielgerichteten Einsatz von Gewalt oder Gewaltandrohung mit allen Mitteln z. B. auch eines Staates oder einer Staatengemeinschaft. Die Strategie beinhaltet auch die Planung bei den Ressourcen und die politische Willensbildung der Bevölkerung und Regierung. Taktische und operative Entscheidungen sind dem strategischen Ziel untergeordnet. Aus strategischer Sicht kann der Ausgang mehrerer einzelner Schlachten unerheblich sein, wenn der Krieg selbst gewonnen wird.
Die oftmals verwirrende Vermischung der Begriffe "Strategie und Taktik" lässt sich, allerdings sehr vereinfacht, auflösen durch folgende Fragestellungen: Was will ich (Ziel - erst hiernach kommt die Strategie), wie -mit welchen Schritten- erreiche ich es (Strategie), und wie setze ich die einzelnen Schritte in der Praxis vor Ort um (das wäre die Taktik). Nicht jedes Gefecht muss hierzu geführt oder gar gewonnen werden. Somit kann auch ein Rückzug sowohl strategische als auch taktische Gründe haben. Ein strategischer Grund wäre z. B., dass die eigenen Kräfte, statt ein Gefecht vor Ort zu führen, andernorts dringender weil strategisch zielführender benötigt und entsprechend verlegt werden. Hingegen ein taktischer Grund wäre z. B. das Antreffen überlegener feindlicher Kräfte.
Üblicherweise entscheidet über das Ziel die Politik, die Strategie die militärische Führung (in Deutschland das Einsatzführungskommando der Bundeswehr), und über die Taktik der Einheitenführer vor Ort. Man kann, grob gesagt, davon ausgehen, dass die Führer operativer militärischer Verbände, angefangen vom Gruppenführer bis hin zum Kommandeur einer Division, ausschließlich taktische Entscheidungen treffen.
Die strategischen Entscheidungen hingegen werden auf der Führungsebene oberhalb der rein operativen Ebene, gleich wie groß die operativen Einheiten sind, getroffen - und als Auftrag zu taktischen Umsetzung an die operativen Einheiten gegeben. Wichtig ist, dass die Ziele durch die Politik vorgegeben, die Strategie auf oberster Führungsebene ausgearbeitet und als Auftrag bzw. Einzelaufträge zur Umsetzung an die Verbände weitergegeben wird, die das dann in eigener Zuständigkeit umzusetzen haben ("Taktik").
Irgendwo muss aber die Unterscheidung zwischen strategischen und taktischen Entscheidungen auch anfangen. Eine Schnittstelle ist hierbei die genannte Führungsebene, z. B. das Einsatzführungskommando der Bundeswehr, die wiederum dem Bundesministerium der Verteidigung. Die Planung der militärischen Strategie aus den politischen Zielvorgaben ist einerseits eine strategische Aufgabe, ihr Übergang in die "Taktik" ist aber fließend. Denn die Entscheidung "welche und wie viele Verbände beauftrage ich mit welchen Aufgaben" bildet bereits den Übergang von der Strategie in die Taktik. Insofern kann man den Begriff "Strategie" auch -militärisch- definieren als die Umsetzung politischer Aufträge in militärische Planung, den Begriff "Taktik" als die praktische Durchführung der militärischen Planung.